# Dinamarca al Festival de la Cançó d'Eurovisió Júnior
Dinamarca va ser un dels països fundadors que va debutar al Festival de la Cançó d'Eurovisió Júnior en 2003.
Dinamarca ha competit al Festival de la Cançó d'Eurovisió Júnior en tres ocasions. L'organisme de radiodifusió danès, DR, va organitzar el primer festival en 2003, després d'haver desenvolupat el predecessor del concurs, el Melodi Grand Prix Nordic.
En 2005, la DR va decidir retirar-se del festival per continuar amb la seva participació en el Melodi Grand Prix Nordic, concurs ja desaparegut des de 2009. Des de llavors, Dinamarca no ha tornat a mostrar interès en aquest festival.

## Història
A la primavera de 2000, Danmarks Radio va llançar un concurs de cançons per a aspirants a cantants d'entre 8 i 15 anys, per al qual el format va ser un èxit i va cridar l'atenció de Noruega i Suècia dos anys més tard, fent un concurs de cançons preescandinaus conegut com MGP Nordic, celebrada per primera vegada el 2002. La Unió Europea de Radiodifusió (EBU) va agafar més tard la idea d'aquest format i va crear una versió paneuropea, coneguda com el Festival de la Cançó d'Eurovisió Junior.
Després d'haver arribat entre els cinc primers en els tres primers concursos, DR va decidir no participar en el concurs a partir del 2006 per continuar amb MGP Nordic al costat de SVT de Suècia i NRK de Noruega. El 2007, DR va revelar que no tenien cap intenció de tornar al concurs, escollint quedar-se amb la competició MGP Nordic. L'EBU havia estat negociant prèviament amb les emissores comercials per substituir les emissores nòrdiques absents a Junior Eurovision. TV 2, però, ha descartat la participació d'Eurovisió Junior.
Poc abans de l'edició de 2015, DR va anunciar que "ja no" participarien en més edicions del Festival de la Cançó d'Eurovisió Junior. Jan Lagermand Lundme, el president d'Entreteniment de DR, va afirmar que la raó d'aquesta decisió era perquè la competició s'havia convertit en massa una còpia del festival principal d'Eurovisió i que el concurs s'havia allunyat de la seva idea central: "l'alegria, la l'humor i l'obra". El 17 de febrer de 2018, es va informar que l'EBU va demanar a l'emissora danesa que tornés a Junior Eurovisió després d'una pausa de 12 anys. En resposta a això, Lundme va minimitzar la probabilitat que Dinamarca tornés a la competició, dient "Ara, mai digueu mai, però mentre l'espectacle sigui, com és ara, definitivament no tornaré a competir de nou. Els valors que posem a Dinamarca en un programa per a nens no coincideixen amb els valors del Festival de la Cançó d'Eurovisió Junior. Sembla que els nens estan a l'escenari i juguen als adults en comptes d'actuar com a nens, i creiem que això és fonamentalment incorrecte. Els nens han de ser nens, no han d'intentar esforçar-se per ser una cosa que no són. Per a nosaltres és molt dolent, perquè teníem moltes ganes de formar part del programa. Participar en un concepte com Junior Eurovisió seria un pas natural per a nosaltres després. MGP, però no funciona quan no sentim que l'espectacle s'ajusta als valors danesos". El desembre de 2022, Marlene Boel, cap de televisió infantil de DR, va declarar que Junior Eurovisió "no és una prioritat per a nosaltres ni una cosa en què ens interessa participar", sinó que s'ha "desenvolupat al llarg dels anys" i també va abordar alguns dels crítiques que DR va tenir respecte al programa quan l'emissora es va retirar el 2006.

## Participació
Llegenda
| Any                                   | Seu         | Artista           | Cançó               | Lloc | Punts |
| ------------------------------------- | ----------- | ----------------- | ------------------- | ---- | ----- |
| 2003                                  | Copenhaguen | Anne Gadegaard    | «Arabiens drøm»     | 5    | 93    |
| 2004                                  | Lillehammer | Cool Kids         | «Pigen er min»      | 5    | 116   |
| 2005                                  | Hasselt     | Nicolai Kielstrup | «Shake Shake Shake» | 4    | 121   |
| No hi va participar entre 2006 i 2025 |             |                   |                     |      |       |

## Festivals organitzats a Dinamarca
| Edició                                       | Ciutat seu  | Localització      | Presentantdors          |
| -------------------------------------------- | ----------- | ----------------- | ----------------------- |
| Festival de la Cançó d'Eurovisió Junior 2003 | Copenhaguen | Fòrum Copenhaguen | Camilla Ottesen i Remee |